# 디바 알푸자이라
디바 알푸자이라 클럽(دبا الفجيرة)는 아랍에미리트의 푸자이라를 연고지로 하는 프로 축구 클럽으로 1976년에 창단되었다. 짧게 디바 클럽이라고도 부르며, 현재 UAE 1부 리그에 참가하고 있다.